# Duncan Jones (Rugbyspieler)
Duncan Jones (* 18. September 1978 in Neath, West Glamorgan) ist ein ehemaliger walisischer Rugby-Union-Spieler. Er spielte auf der Position des Pfeilers für die Ospreys sowie die walisische Nationalmannschaft.

## Biografie

### Vereinskarriere
Jones begann seine Rugbykarriere an der Cymer Afan Comprehensive School sowie dem Neath College. Im Jahr 1999 gab er sein Debüt im professionellen Rugby für den Neath RFC. Zu Beginn seiner Karriere spielte Jones sowohl auf der Position des linken als auch des rechten Pfeilers, bevor er im Jahr 2001 vollständig auch die Position des linken Pfeilers wechselte.
Jones spielte bis zum Ende der Saison 2002–03 für Neath, als die Welsh Rugby Union die Ligastruktur der Rugbyligen in Wales neu organisierte. Der Neath RFC fusionierte im professionellen Bereich mit dem Swansea RFC, zum regionalen Team der Neath–Swansea Ospreys, welches sich später in Ospreys umbenannte.
Jones blieb dem Team treu und spielte nach seinem Debüt am 10. Januar 2004 fortan für die Ospreys. In seiner Debütsaison gewannen die Ospreys zum ersten Mal die Celtic League. Bei den Ospreys stieg Jones schnell auf und wurde im Jahr 2006 zum Spielführer ernannt und führte sie zum zweiten Meistertitel in der durch einen Sponsoren umbenannten Magners League. Im Oktober 2008 erreichte Jones als vierter Spieler der Ospreys die 100 Spiele Marke. In den Saisons 2009–10  und 2011–12 gewann er seine dritte und vierte Meisterschaft mit den Ospreys. Im Jahr 2014 erreichte er im Spiel gegen die Scarlets als erster Spieler des Vereins seinen 200. Einsatz.
Im Mai 2015 gab Jones bekannt, dass er seine aktive Rugbykarriere nach 223 Einsätzen für die Ospreys aufgrund einer Fußverletzung beenden muss. Er war zum Zeitpunkt seines Karriereendes der Rekordspieler der Ospreys.

### Nationalmannschaft
Schon früh viel Jones durch seine überdurchschnittlichen Fähigkeiten auf. Aufgrund dessen repräsentierte er Wales in seiner Jugend in den Jugendnationalmannschaften. Im Jahr 1999 gelang ihm mit der U21-Nationalmannschaft der Grand Slam bei der U21-Version der Five Nations.
Seinen ersten Einsatz für die A-Nationalmannschaft erhielt Jones am 25. November 2001, als er beim Tour Test gegen Australien eingewechselt wurde. 2002 stand Jones im Kader für die Six Nations und erlangte seine nächsten beiden Einsätze durch Einwechslungen.
Im folgenden Jahr wurde er für den WM-Kader nominiert und gehörte in allen Spielen der Gruppenphase zur Stammformation, bis er sich gegen Italien einen Knöchel brach. Diese Verletzung setzte ihn einige Wochen außer Kraft, an den folgenden Six Nations konnte er jedoch wieder teilnehmen. Ein Jahr später gewann Wales bei diesem Turnier den Grand Slam, Jones konnte aufgrund einer Verletzung nicht daran teilnehmen. Er kam erneut gestärkt zurück und aufgrund herausragender Leistungen wurde er mit dem Kapitänsamt ausgezeichnet, das er während der Sommertour nach Argentinien im Jahr 2006 übernahm.
Bei der Weltmeisterschaft 2007 gehörte Jones zum walisischen Kader, spielte aber nur bei einem Spiel von Beginn an. Auch bei den Six Nations verlor er seinen Stammplatz an Gethin Jenkins. Im entscheidenden Spiel gegen Frankreich kam er zu seinem 50. Einsatz für Wales. Aufgrund einer Verletzung konnte er nicht an den Six Nations 2009 teilnehmen. Wei schon sein erstes Spiel für die Nationalmannschaft spielte Jones auch letztes Spiel am 27. November 2009 gegen Australien. Er kam in seiner Karriere auf 57 Länderspiele.

### Trainerkarriere
Nach dem Ende seiner Spielerkarriere begann Jones das Trainerteam der Ospreys zu unterstützen. Zunächst unterstützte er die im Jugend- und Academybereich, bevor er als Stürmertrainer zum Ospreys A-team, der zweiten Mannschaft der Ospreys, stieß. In der Saison 2018–19 als Gedrängetrainer für die erste Mannschaft verpflichtet. Nur zwei Jahre später im Oktober 2020 wurde er zum sogenannten first team Trainer ernannt. Dies entspricht etwa der Rolle eines Co-Trainers.

## Spielstil
Trotz seiner Statur gehört er zu den schnellsten und wendigsten Spielern auf seiner Position.
Aufgrund seiner Frisur wird er zusammen mit seinem Nationalmannschaftskollegen Adam Rhys Jones als „Hair Bears“ bezeichnet.